# Michał Lonstar
Michał „Lonstar” Łuszczyński (ur. 21 listopada 1948 w Warszawie) – polski muzyk, jeden z najpopularniejszych piosenkarzy muzyki country w Polsce, gitarzysta, kompozytor, filmoznawca, tłumacz symultaniczny oraz tłumacz list dialogowych, autor polskojęzycznych i anglojęzycznych tekstów piosenek, producent własnych projektów muzycznych, projektant okładek płyt i plakatów o tematyce muzycznej, także grafik, akwarelista, publicysta, a z wykształcenia architekt.

## Życiorys
Studiował na Wydziale Architektury Politechniki Warszawskiej. Muzyczny samouk. Grał i śpiewał w szkolnych zespołach The Western Stars i Jaguary. W 1978 założył pierwszy polski zespół muzyki country o nazwie The Country Family, z którym wystąpił na KFPP Opole '83 oraz za granicą, m.in. w Czechosłowacji, ZSRR i na Węgrzech. Wielokrotnie koncertował na Pikniku Country w Mrągowie, Lesku i Kielcach. Występował solo, gościnnie z zespołami Country Road i White Canyon oraz z własnym Lonstar Band. W latach 1989–90 przebywał w USA. Koncertował w klubach Wschodniego Wybrzeża, w Waszyngtonie i Chicago. Brał udział w prestiżowych imprezach country, m.in. w festiwalach Summer Lights i Fan Fair w Nashville oraz, jako piosenkarz i mistrz ceremonii, w koncercie New Music Seminar w Nowym Jorku. Wystąpił w amerykańskim programie TV Nashville Now i dwukrotnie w Grand Ole Opry. Uznany najlepszym wykonawcą country w Polsce, Lonstar reprezentował kraj na festiwalu Euro-Country Music Masters w Belgii oraz na festiwalu Porta '88 w Pilźnie (Czechosłowacja). Odbył tournée w Skandynawii, Włoszech, Niemczech i wszystkich krajach Europy Wschodniej. Z grupą polskich artystów odbył tournée po Kanadzie. W latach 1990 i 1992 występował w Szwajcarii.

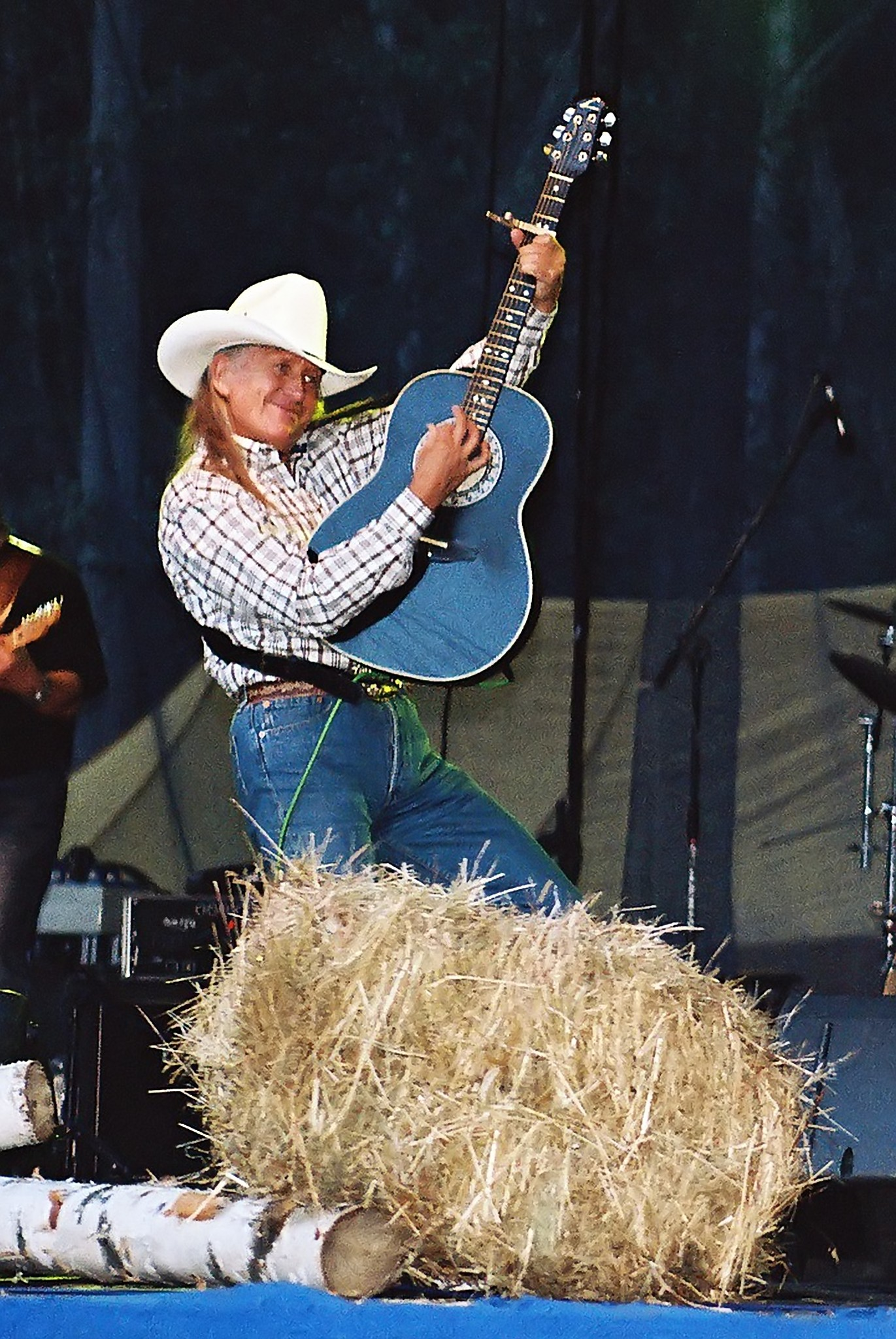
Na „XII Pikniku Country” w Dąbrowie Górniczej (2006)

Dokonał licznych nagrań dla archiwum PR. Zrealizował recitale TV, m.in. Muzyka i okolice oraz Punkt widzenia, a także cykl Strefa country, Scena Country (TV Polonia), prezentujący polskich wykonawców tej muzyki. Był gwiazdą programów Country Bar, Welcome to America i Country Club realizowanych przez Telewizję Katowicką, regionalny oddział telewizji publicznej. Bohater filmu TVP2 Legenda europejskiego kowboja. W czerwcu 2003 Lonstar był bohaterem cyklicznego programu TVP Od przedszkola do Opola, występując z dziećmi śpiewającymi jego repertuar. Od tegoż roku dla PR1 prowadzi cykliczne audycje autorskie Muzyczne ojczyzny Lonstara.
Jest autorem angielskich i włoskich tekstów piosenek m.in. dla De Mono, Edyty Geppert, Lombardu, Perfectu, Krzysztofa Krawczyka, Stanisława Sojki i Urszuli, a także musicalu dla dzieci Przybycie dobrych wróżek. Tworzył także piosenki pop i uczestniczył w sesjach nagraniowych innych artystów (Edyta Geppert, Grażyna Świtała). W 2000 napisał teksty anglo- i włoskojęzyczne do muzyki Krzesimira Dębskiego, Seweryna Krajewskiego i Janusza Stokłosy, dla duetu operowego: Jose Cury i Ewy Małas-Godlewskiej.
Propagator idei country. Współzałożyciel i przez jedną kadencję (od 1990) Prezes Stowarzyszenia Muzyki Ludowej „Country”. Współorganizator pierwszych Pikników Country w Mrągowie i sopockiego festiwalu w '92 r., którego gwiazdą była Emmylou Harris. Centralna postać objazdowego programu TVP Konwój. Jego piosenka Dwa tysiące koni była w czołówce filmowych reportaży. Dwukrotnie współtworzył Warszawski Międzynarodowy Festiwal Muzyki Country – Country Top, w tym w 1995 z udziałem Krisa Kristoffersona.
Stały mistrz ceremonii na corocznych festiwalach filmowych Camerimage. Współtworzy z Grażyną Torbicką program Kocham Kino. Jest także tłumaczem na żywo (dla Canal+, dawniej dla TVP) z ceremonii wręczenia Oscarów.

## Nagrody
- W 1996 otrzymał Złotego Trucka dla najpopularniejszego wykonawcy country w Polsce (trofeum przyznawane przez czytelników czasopisma Polski Traker).
- Dwukrotny laureat Gitarowego Topu.
- Opolska Karolinka – nagroda prezydenta Opola.
- Country Naj.
- Laureat plebiscytów Giganci Country: w 1997 w kategorii Kompozytor; w 1999 w kategorii Płyta/kaseta za płytę Rio Bravo – Country na drogę
- Laureat plebiscytów Dyliżanse: w 2001 r. w kategorii Duet Roku za odśpiewanie z Tomaszem Szwedem piosenki Knockin’ on Heaven’s Door; w 2002 w kategoriach Artysta Roku i Wokalista Roku; w 2004 w kategoriach Wykonanie Roku (Długi kurs), Współpraca Wokalna (I Saw The Light), Wydarzenie Roku (Msza Country w Mrągowie); w 2005 w kategoriach Wokalista Roku, Album Roku (Nazywają mnie buntownikiem), Piosenka Roku (Co to jest to country), Współpraca Wokalna (za wykonanie piosenki Molly Malone wspólnie z Tomaszem Szwedem); w 2009 (z lat 2006-2008) we wszystkich nominowanych kategoriach: Artysta Roku, Wokalista Roku, Zespół (Lonstar Band), Album (Co to jest to country), Piosenka (Do Sejn).

## The Country Family
Grupa The Country Family była w pewnym momencie jedynym polskim zespołem country. Pod wodzą Lonstara nagrała dla Wifonu longplay 11 ton, w większości z własnymi utworami, który sprzedał się w rekordowym nakładzie 145 tys. egzemplarzy. Piosenka Radio zdobyła dużą popularność – uważana jest do dzisiaj za nieoficjalny hymn kierowców. Lonstar zaprojektował okładki obydwu płyt (Clementine i 11 ton). Grupa rozpadła się, bo wykonawcy nie mieli czasu na próby uprawiając inne zawody.

### Członkowie zespołu
- Izabella Jastrzębska – śpiew;
- Michał „Lonstar” Łuszczyński – śpiew, 6- i 12-strunowe gitary akustyczne, gitara elektryczna;
- Mirosław Borkowski – gitara elektryczna, śpiew harmoniczny;
- Roman Goździkowski – skrzypce, mandolina, śpiew;
- Marek Śnieć – gitary 6- i 12-strunowe, banjo 5-strunowe, śpiew;
- Jacek Skubikowski – banjo tenorowe, mandolina, gitara, śpiew;
- Krzysztof Majkowski – hohner string, fender/rhodes piano;
- Ryszard Okoń – gitara akustyczna, gitara stalowa, dobro, śpiew harmoniczny;
- Paweł Gubała – perkusja;
- Janusz Herod – gitara basowa;
- Leszek Bolibok – skrzypce;
- Grzegorz Żyburtowicz – harmonijka ustna;
- Krzysztof Gniadek – pianino, czelesta, tara;
- Tadeusz Gniadek – pianino, tara;
- Stanisław Piotrowski – gitara basowa.

## Lonstar Band
Założony w kwietniu 1984 roku zespół Lonstar Band już po 2 tygodniach istnienia zwyciężył w konkursie Country w Stodole. Skład zmieniał się przez lata, jednak zasadniczy trzon zespołu stanowią muzycy: Mirosław Borkowski (gitara elektryczna), Jerzy Stelmaszczuk (gitara basowa) i Leszek Laskowski (pedal steel guitar). W 1985 zespół nagrał muzykę do pełnometrażowego filmu rysunkowego Tajemnice wiklinowej zatoki w reżyserii Wiesława Zięby, a w latach 1987-1988 do serialu telewizyjnego pod tym samym tytułem (odc. 5, 6, 7).

### Odmiana wykonywanej muzyki
Total country (szerokie spektrum muzyki country od XIX-wiecznych korzeni osadniczo-westernowych, poprzez standardy mainstream, do country-rocka, większość repertuaru kompozycje własne w tym duchu).

### Aktualny skład
- Michał Lonstar – wokal solowy, gitary akustyczne i elektryczne, gitara 12-strunowa, gitara barytonowa, harmonijka;
- Mirosław „Bora” Borkowski – gitary elektryczne, wokal harmoniczny;
- Jerzy Stelmaszczuk – gitara basowa, fretless bass, wokal harmoniczny;
- Grzegorz Szelewa – perkusja;
- Leszek „Lester” Laskowski – gitara pedal steel.

### Współpracowali z zespołem
Gitarzyści:
- Ryszard Sygitowicz;
- Krzysztof Woliński;
- Andrzej Kleszczewski;
- Michał Grymuza;
- Lesław Matecki;
- Winicjusz Chróst

Basiści:
- Mariusz Bogdanowicz;
- Jacek Burzyński;
- Adam Piekarski

Skrzypkowie:
- Tadeusz Melon;
- Marek Wierzchucki

Perkusiści:
- Wojciech Morawski;
- Jarosław Szlagowski;
- Adam Lewandowski;
- Janusz Staszek

Wokalistki:
- Maria Głuchowska-Staszek[2] (instrumenty perkusyjne, gitara akustyczna);
- Anna Maria Jopek;
- Anna Ścigalska;
- Grażyna Auguścik;
- Dorota Krawczyk[3]

Pozostali:
- Andrzej Jagodziński – pianista
- Lubas Malina – czeski mistrz banjo;
- Janusz Tytman – najlepszy polski mandolinista;
- Jacek Wąsowski – multiinstrumentalista, grający na gitarze, banjo 5-strunowym, dobro, mandolinie i harmonijce

## Dyskografia

### The Country Family

#### Albumy
- Clementine (LP/MC, Wifon, 1978)
- 11 ton (LP/MC, Wifon, 1982)

### Lonstar Band

#### Albumy
- Różne kolory (LP/MC, Polskie Nagrania, 1988)
- United States of Mind (MC, Brawo, 1990)
- Przybycie Dobrych Wróżek (MC, Brawo, 1992)
- Jadę na południe (MC, Country Cousins, 1994)
- Coś mi nie pasuje (CD/MC, MTJ, 1995)
- Lonstar – Greatest Hits (CD/MC, Pro Dance, 1998)
- Country – Piosenki na drogę cz. 1 (CD/MC, MTJ, 1998)
- Rio Bravo – Country na drogę (CD/MC, MTJ, 1999)
- The Best – Nazywają mnie buntownikiem (CD, MTJ, 2004)
- The World of Lonstar (CD, 2008)
- What's This Country Thing (CD, MTJ, 2008)[4]
- Co to jest to country (CD, MTJ, 2008)
- The Duets (CD, MTJ, 2011)

#### Single
- Lonstar Band (LP, Tonpress, 1988)

#### Składanki
- Opole '86 (LP/MC, Polskie Nagrania, 1986)
- Corinna (LP, Wifon, 1987)
- West'n'roll – Amerykańskie przeboje w polskich wykonaniach (MC, Country Cousins, 1994)
- Amerykańska lista przebojów po polsku vol. I (MC, Country Cousins, 1994)
- Amerykańska lista przebojów po polsku vol. II (MC, Country Cousins, 1994)
- Polskie Trucker Country vol. I (MC, BBZ, 1994)
- Polskie Trucker Country vol. II (MC, BBZ, 1995)
- Polskie Trucker Country vol. III (MC, BBZ, 1996)
- Country Top '96 (MC, MTJ, 1996)
- Countrowcy Powodzianom (MC, Warsaw Voice, 1997)
- Polskie Trucker Country (CD, BBZ, 1998)
- Scena Country vol. 1 (CD/MC, Pro Dance, 1998)
- Scena Country vol. 4 (MC, Pro Dance, 1999)
- Złote Przeboje Sceny Country vol. 1 (CD, Tic Tac, 1999)
- Złote Przeboje Sceny Country vol. 2 (CD, Tic Tac, 1999)
- Złote Przeboje Sceny Country vol. 3 (CD, Tic Tac, 1999)
- Scena Country 1 (CD, Selles, 1999)
- Scena Country 2 (CD, Selles, 1999)
- Scena Country 3 (CD, Selles, 1999)
- Na dobrą drogę 1 (MC, BBZ, 2000)
- Na dobrą drogę 3 (MC, BBZ, 2002)
- Leksykon polskiej piosenki festiwalowej (CD, Polskie Nagrania/Reader’s Digest, 2003)
- Na dobrą drogę (CD, BBZ, 2004)
- Polskie Country cz. 1 (CD, MTJ, 2007)
- Polskie Country cz. 2 (CD, MTJ, 2007)
- Polskie Country cz. 3 (CD, MTJ, 2007)

### Solo

#### Składanki
- Krzysztof Gabłoński & Full Service (MC, Laser Sound, 1995)
- Tomasz Szwed kierowcom (MC, BBZ, 1997)
- Piąta pora roku (CD, MTJ, 1998)

## Osiągnięcia
- Jeden z trzech Polaków (pozostałymi są Leszek Laskowski i Ignacy Paderewski), który wystąpił, i to dwukrotnie, w najbardziej prestiżowym dla muzyki country miejscu – Grand Ole Opry w Nashville, a także w tamtejszym programie TV TNN pt. Nashville Now, oraz na dwóch festiwalach Summer Lights i Fan Fair – na zaproszenie Nashville Songwriters Association.
- Autorski udział w płytach José Cura i José Carrerasa.